# 韦内朗
韦内朗（法語：Vénérand，法語發音：[veneʁɑ̃]）是法国滨海夏朗德省的一个市镇，位于该省中部，属于桑特区。

## 地理
韦内朗（45°47'37"N, 0°33'38"W）面积9.65 平方千米，位于法国新阿基坦大区滨海夏朗德省，该省份为法国西部滨海省份，北起旺代省，西临大西洋，南至吉倫特省，东南接多爾多涅省，东北接德塞夫勒省接壤，东临夏朗德省。
与韦内朗接壤的市镇（或旧市镇、城区）包括：拉沙佩勒德波、勒杜埃、埃科约、丰库韦尔特、圣塞赛尔。

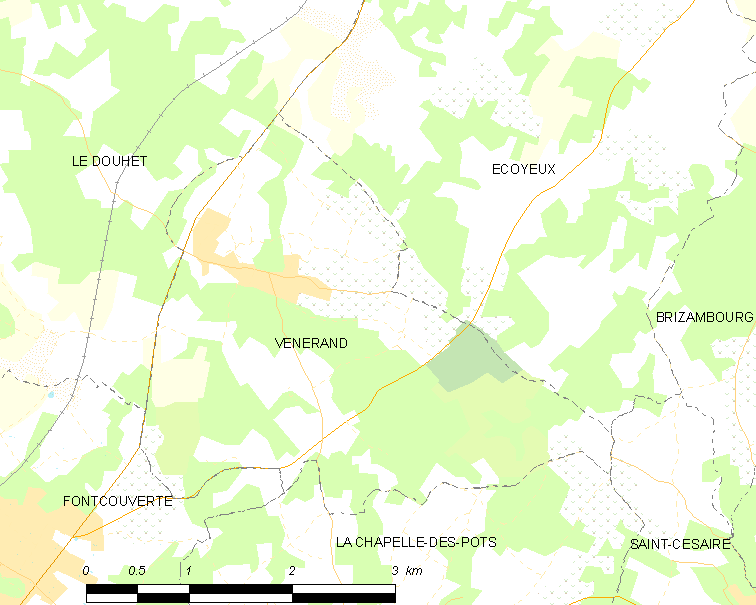
韦内朗的OSM定位图

韦内朗的时区为UTC+01:00、UTC+02:00（夏令时）。

## 行政
韦内朗的邮政编码为17100，INSEE市镇编码为17462。

## 政治
韦内朗所属的省级选区为沙尼耶县。

## 人口

1962-2008年间韦内朗人口变化图示

韦内朗于2022年1月1日时的人口数量为771人。